# United States Naval Test Pilot School

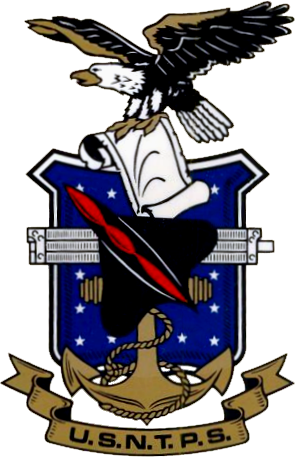
Emblemat United States Naval Test Pilot School

United States Naval Test Pilot School (pol. Szkoła Pilotów Doświadczalnych Marynarki Wojennej Stanów Zjednoczonych) – szkoła doskonalenia pilotażu znajdująca się na terenie bazy lotniczej marynarki wojennej Patuxent River, w hrabstwie St. Mary’s w Maryland, przy ujściu rzeki Patuxent do zatoki Chesapeake. Ustanowiona w 1945 roku placówka zajmuje się podnoszeniem kwalifikacji doświadczonych pilotów sił zbrojnych Stanów Zjednoczonych, a także pilotów cywilnych. Kształciło się w niej również wielu astronautów NASA.